# Dietmar Hopp
Dietmar Hopp (Heidelberg, Alemania 26 de abril de 1940) es un empresario alemán y cofundador de la compañía de software de SAP AG.
Hopp es uno de los más ricos de Alemania y figura en la lista de personas más ricas del mundo por la revista Forbes. Su fortuna se estima en más de 5.300 millones de euros. Entre otras cosas, patrocina económicamente al club de fútbol TSG Hoffenheim en la Bundesliga en Alemania.